# Mesabi

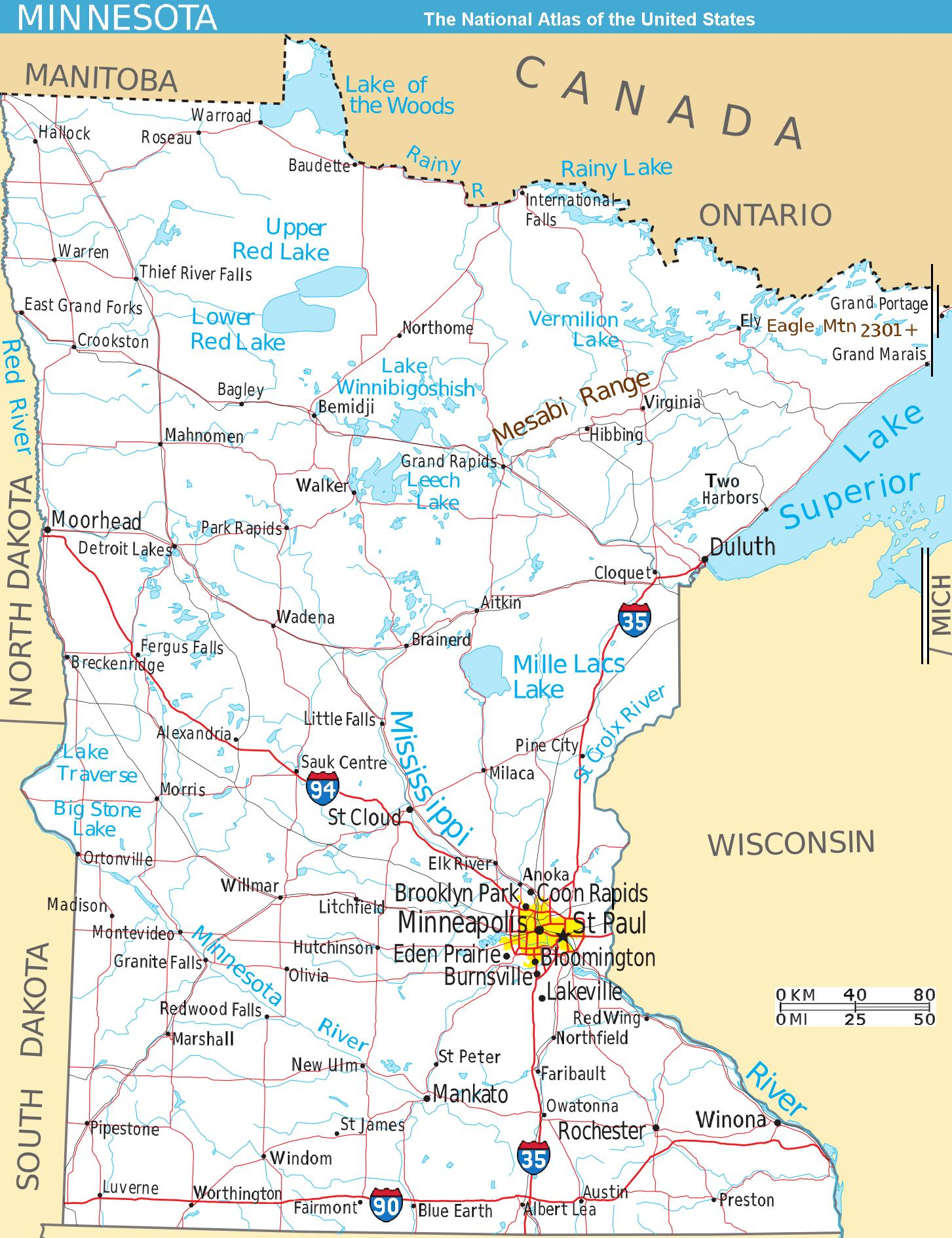
Las colinas Mesabi (centro arriba) se encuentra al oeste del Lago Superior, al norte de Duluth, and far north of Minneapolis-St. Paul. Entre las poblaciones vecinas de encuentran Grand Rapids, Hibbing y Virginia, Minnesota.

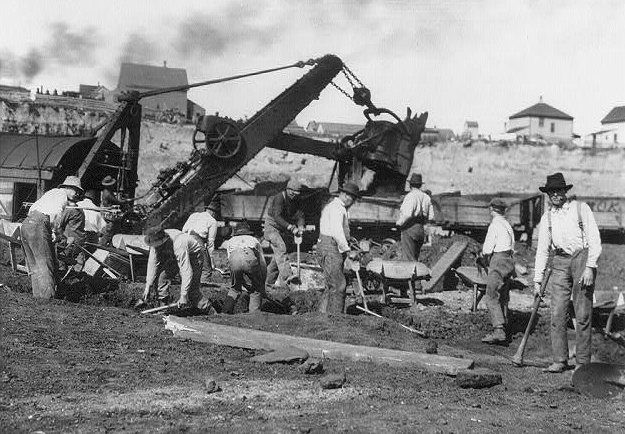
Mineros trabajando en la cordillera Mesabi 1903.

Las colinas de hierro Mesabi se encuentran en Minnesota, Estados Unidos. Son un gran yacimiento de hierro y uno de los cuatro mayores depósitos de mineral de hierro en la región denominada las colinas de Hierro de Minnesota. El yacimiento fue descubierto en 1866, y es el principal yacimiento de hierro de Estados Unidos. La veta se encuentra localizada al noreste de Minnesota, principalmente en los condados de Itasca y Saint Louis. El yacimiento fue muy explotado a comienzos del siglo XX. Las operaciones de extracción declinaron hasta mediados de la década de 1970 pero renacieron en el 2005. La demanda creciente de hierro por parte de China, junto con la caída del valor del dólar norteamericano con respecto a las otras monedas, han hecho que la producción de taconita sea nuevamente redituable, y algunas minas que habían cerrado han reabierto, y otras en funcionamiento han incrementado su producción.